# Phước Lại
Phước Lại là một xã thuộc huyện Cần Giuộc, tỉnh Long An, Việt Nam.

## Địa lý
Xã Phước Lại nằm ở phía đông huyện Cần Giuộc, có vị trí địa lý:
- Phía đông giáp Thành phố Hồ Chí Minh
- Phía tây giáp thị trấn Cần Giuộc
- Phía nam giáp các xã Phước Vĩnh Đông và Phước Vĩnh Tây
- Phía bắc giáp xã Long Hậu.

Xã có diện tích 19,06 km², dân số năm 1999 là 10.936 người, mật độ dân số đạt 574 người/km².

## Hành chính
Xã được chia thành 6 ấp: Lũy, Long Bào, Mương Chài, Phước Thới, Tân Thanh A, Tân Thanh B.